# Bill Goldsworthy
William Alfred Goldsworthy, dit Bill Goldsworthy, (né le 24 août 1944 à Waterloo, Ontario au Canada - mort le 29 mars 1996) est un joueur professionnel de hockey sur glace.

## Carrière
Il commence sa carrière dans l'Association de hockey de l'Ontario, aujourd'hui Ligue de hockey de l'Ontario, avec les Flyers de Niagara Falls en 1962 et après deux saisons, il joue ses premiers matchs dans la Ligue nationale de hockey avec les Bruins de Boston, alors affiliés aux Flyers. Cette saison-là, les Flyers gagnent la Coupe Memorial de la meilleure équipe au terme de la saison complète de la Ligue canadienne de hockey.
Jusqu'en 1967, il ne parvient pas à se faire une place dans la franchise de la LNH et partage son temps entre la LNH et les ligues mineures (Ligue américaine de hockey avec les Bisons de Buffalo et Ligue centrale professionnelle de hockey avec les Blazers d'Oklahoma City) et lors de l'expansion de la LNH, il intègre la nouvelle équipe des North Stars du Minnesota. Lors de sa première saison sa nouvelle équipe il inscrit 15 points lors des séries éliminatoires et est le meilleur pointeur d'une équipe de l'expansion.
Il devient en 1973-1974, le meilleur buteur de l'équipe sur une saison avec 48 buts, il est par la suite battu par Dino Ciccarelli et Brian Bellows et leur 55 buts en 1981-1982 et 1989-1990. À la suite de cette saison, il prend la suite de Ted Harris en tant que capitaine de l'équipe. Il a cet honneur pendant deux saisons avant de céder la place à Bill Hogaboam.
Malgré tout des problèmes liés à l'alcool altèrent ses performances et en 1976, il rejoint les Rangers de New York après une quinzaine de matchs dans la saison en retour de Bill Fairbairn et Nick Beverley.
Entre-temps, il aura participé à quatre Matchs des étoiles de la LNH en 1970, 1972, 1974 et 1976.
Il ne joue que deux saisons avec les Rangers avant de finir sa carrière par deux saisons dans l'Association mondiale de hockey avec les Racers d'Indianapolis puis avec les Oilers d'Edmonton.
Le 15 février 1992, son maillot, le numéro 8, est retiré par les North Stars en forme d'hommage.
À la suite de sa carrière, il est l'entraîneur des Racers d'Indianapolis puis des Icehawks de Louisville, remplaçant à chaque fois l'entraîneur de début de saison, puis des Iguanas de San Antonio de la Ligue centrale de hockey en 1994-1995 mais est remplacé au bout de 10 matchs. Il meurt le 29 mars 1996 des suites du sida.

### Trophées et honneurs personnels
- North Stars du Minnesota
  - capitaine de 1974 à 1976
  - son maillot 8 a été retiré par la franchise

## Statistiques
| Saison     | Équipe                   | Ligue      |     | Saison régulière | Saison régulière | Saison régulière | Saison régulière | Saison régulière |    | Séries éliminatoires | Séries éliminatoires | Séries éliminatoires | Séries éliminatoires | Séries éliminatoires |
| Saison     | Équipe                   | Ligue      | PJ  | B                | A                | Pts              | Pun              | PJ               | B  | A                    | Pts                  | Pun                  |                      |                      |
| 1962-1963  | Flyers de Niagara Falls  | AHO        | 50  | 11               | 7                | 18               | 71               | 9                | 1  | 2                    | 3                    | 8                    |                      |                      |
| 1963-1964  | Flyers de Niagara Falls  | AHO        | 56  | 21               | 47               | 68               | 0                | -                | -  | -                    | -                    | -                    |                      |                      |
| 1964-1965  | Flyers de Niagara Falls  | AHO        | 54  | 28               | 27               | 55               | 0                | -                | -  | -                    | -                    | -                    |                      |                      |
| 1964-1965  | Bruins de Boston         | LNH        | 2   | 0                | 0                | 0                | 0                | -                | -  | -                    | -                    | -                    |                      |                      |
| 1965-1966  | Blazers d'Oklahoma City  | CPHL       | 22  | 2                | 5                | 7                | 65               | 2                | 1  | 0                    | 1                    | 4                    |                      |                      |
| 1965-1966  | Bruins de Boston         | LNH        | 13  | 3                | 1                | 4                | 6                | -                | -  | -                    | -                    | -                    |                      |                      |
| 1966-1967  | Blazers d'Oklahoma City  | CPHL       | 11  | 4                | 1                | 5                | 14               | -                | -  | -                    | -                    | -                    |                      |                      |
| 1966-1967  | Bisons de Buffalo        | LAH        | 22  | 9                | 11               | 20               | 42               | -                | -  | -                    | -                    | -                    |                      |                      |
| 1966-1967  | Bruins de Boston         | LNH        | 18  | 3                | 5                | 8                | 21               | -                | -  | -                    | -                    | -                    |                      |                      |
| 1967-1968  | North Stars du Minnesota | LNH        | 68  | 14               | 19               | 33               | 68               | 14               | 8  | 7                    | 15                   | 12                   |                      |                      |
| 1968-1969  | South Stars de Memphis   | LCH        | 6   | 4                | 0                | 4                | 6                | -                | -  | -                    | -                    | -                    |                      |                      |
| 1968-1969  | North Stars du Minnesota | LNH        | 68  | 14               | 10               | 24               | 110              | -                | -  | -                    | -                    | -                    |                      |                      |
| 1969-1970  | North Stars du Minnesota | LNH        | 75  | 36               | 29               | 65               | 89               | 6                | 4  | 3                    | 7                    | 6                    |                      |                      |
| 1970-1971  | North Stars du Minnesota | LNH        | 77  | 34               | 31               | 65               | 85               | 7                | 2  | 4                    | 6                    | 6                    |                      |                      |
| 1971-1972  | North Stars du Minnesota | LNH        | 78  | 31               | 31               | 62               | 59               | 7                | 2  | 3                    | 5                    | 6                    |                      |                      |
| 1972-1973  | North Stars du Minnesota | LNH        | 75  | 27               | 33               | 60               | 97               | 6                | 2  | 2                    | 4                    | 0                    |                      |                      |
| 1973-1974  | North Stars du Minnesota | LNH        | 74  | 48               | 26               | 74               | 73               | -                | -  | -                    | -                    | -                    |                      |                      |
| 1974-1975  | North Stars du Minnesota | LNH        | 71  | 37               | 35               | 72               | 77               | -                | -  | -                    | -                    | -                    |                      |                      |
| 1975-1976  | North Stars du Minnesota | LNH        | 68  | 24               | 22               | 46               | 47               | -                | -  | -                    | -                    | -                    |                      |                      |
| 1976-1977  | North Stars du Minnesota | LNH        | 16  | 2                | 3                | 5                | 6                | -                | -  | -                    | -                    | -                    |                      |                      |
| 1976-1977  | Rangers de New York      | LNH        | 61  | 10               | 12               | 22               | 43               | -                | -  | -                    | -                    | -                    |                      |                      |
| 1977-1978  | Rangers de New York      | LNH        | 7   | 0                | 1                | 1                | 12               | -                | -  | -                    | -                    | -                    |                      |                      |
| 1977-1978  | Nighthawks de New Haven  | LAH        | 4   | 1                | 2                | 3                | 4                | -                | -  | -                    | -                    | -                    |                      |                      |
| 1977-1978  | Racers d'Indianapolis    | AMH        | 32  | 8                | 10               | 18               | 10               | -                | -  | -                    | -                    | -                    |                      |                      |
| 1978-1979  | Oilers d'Edmonton        | AMH        | 17  | 4                | 2                | 6                | 14               | 4                | 1  | 1                    | 2                    | 11                   |                      |                      |
| Totaux AMH | Totaux AMH               | Totaux AMH | 49  | 12               | 12               | 24               | 24               | 4                | 1  | 1                    | 2                    | 11                   |                      |                      |
| Totaux LNH | Totaux LNH               | Totaux LNH | 771 | 283              | 258              | 541              | 793              | 40               | 18 | 19                   | 37                   | 30                   |                      |                      |

## Carrière internationale
Il joue pour l'équipe du Canada lors de la « Série du siècle » en 1972 et au cours des trois matchs auxquels il participe, il inscrit un but et une passe décisive.